# Vebbestrup
Vebbestrup er en landsby i det sydlige Himmerland med 363 indbyggere  (2024). Vebbestrup er beliggende seks kilometer sydvest for Arden og 10 kilometer nord for Hobro. Nærmeste by er Øster Doense tre kilometer mod syd.
Landsbyen ligger i Region Nordjylland og hører til Mariagerfjord Kommune. Vebbestrup er desuden beliggende i Vebbestrup Sogn.
I landsbyen ligger bl.a. Vebbestrup Kirke og Solhverv Privatskole. Stedet er kendt for Vebbestrup Andelsmejeri, i dag kendt som flødeisproducenten Vebbestrup Flødeis. 